# Nomascus siki
El gibón de mejillas blancas sureño (Nomascus siki) es una especie de primate hominoideo de la familia Hylobatidae que habita en Vietnam y Laos. Se encuentra estrechamente relacionado con el gibón de mejillas blancas norteño (Nomascus leucogenys) y el gibón de mejillas beige (Nomascus gabriellae); anteriormente se le catalogó como una subespecie de cada una de estas y eventualmente puede tratarse de un híbrido, en lugar de ser una especie propiamente dicha.

## Descripción y hábitat
Los miembros de la especie no tienen un color uniforme, los jóvenes no destetados tienen un color marrón brillante, el cual se torna negro después del destete. Los machos adultos conservan el color negro, pero las hembras adultas adquieren color marrón. El nombre de la especie proviene del mechón blanco que tienen los machos alrededor del borde de la boca, esta característica los diferencia de los machos de N. leucogenys, los cuales tienen una raya blanca sobre las mejillas. Las hembras tienen un borde delgado de color blanco alrededor del rostro.
La especie habita en bosques húmedos de baja altitud, con algunas poblaciones que habitan en áreas boscosas montañosas. Como todas las especies de gibón, son arbóreos y frugívoro.
El hábitat cubre un área de Vietnam central y el sur de Laos, entre los 17 y 19 grados de latitud norte. Entre los 19 y 20 grados existe una confluencia de zona ocupada por N. siki y N. leucogenys; al sur de los 17 grados se creía que existían poblaciones de N. siki, pero se piensa actualmente que contiene solo a N. gabriellae.
La especie se distribuye ampliamente a través de su rango de distribución en Laos, pero en Vietnam las poblaciones han declinado a causa de la tala y el aclaramiento de zonas de cultivo. Se cree que su población ha disminuido un 50% en los últimos 45 años y se considera especie en peligro de extinción; se encuentra protegido legalmente en Vietnam, pero esta protección no es efectiva fuera de las áreas protegidas.

## Taxonomía
La especie fue identificada en 1951 por Jean Théodore Delacour. Previamente se le consideró una subespecie tanto de N. leucogenys, como de N. gabriellae y Nomascus concolor. La asignación como subespecie de N. gabriellae se realizó sobre la base de la interpretación de un báculo, pero investigaciones posteriores indicaron que se trataba de una especie diferente. Fue asignado a N. leucogenys debido a la similitud de su llamado y la fuerte similitud entre las hembras de ambas especies. Sin embargo, se han considerado especies distintas desde 2001.
Existen indicios de que la especie podría tratarse de un híbrido entre N. leucogenys y N. gabriellae; se distribuye en un rango donde confluyen las dos especies mencionadas y se ha observado a N. siki reproduciéndose con N. gabriellae. Para complicar aún más el asunto, al norte de su rango se mezcla con N. leucogenys, mientras en el sur, existe un área donde el fenotipo de la población se asemeja a N. gabriellae pero los llamados difieren de las poblaciones principales de cada especie. Este último grupo está clasificados como Nomascus annamensis desde 2010.